# 哥斯大黎加山獅
哥斯大黎加山獅（Puma concolor costaricensis），又名哥斯達黎加山豹或美洲獅哥斯達黎加亞種，是一種瀕危的美洲獅亞種。牠們一般會在夜間覓食，並會為了食物而走一段遠距離。牠們平均每胎會產3隻幼獅。牠們呈黃褐色，沒有斑點。牠們是哥斯達黎加第二大的貓科，在很多環境都可以見到牠們。